# (8034) Акка
(8034) Акка (фин. Akka) — околоземный астероид из группы Амура (II), который был открыт 3 июня 1992 года американскими астрономами Кэролин и Юджином Шумейкерами в Паломарской обсерватории незадолго до своего сближения с Землёй 29 июня (12,11 млн км) и назван в честь финской богини урожая Акки.

Орбита астероида Акка и его положение в Солнечной системе